# Beloperone fragilis
Beloperone fragilis là một loài thực vật có hoa trong họ Ô rô. Loài này được Mart. mô tả khoa học đầu tiên.